# Berenice (thrakisk drottning)
Berenice, var regerande drottning av Thrakien, gift med Seutus III och samregent med sina söner Hebrizelm, Sadala och Zadok 305-? f. Kr. 
Hon kom ursprungligen från Mindre Asien, från en familj nära Antigonus I Monophthalmus (382–301 f.Kr.) som gifte sig med den thrakiske kungen Seutus III (regent 331 – 305 f.Kr.) som dennes andra hustru. Äktenskapet dikterades av en allians mot Lysimachus och ägde rum mellan 315 och 310 f.Kr.
Efter kung Sevtus III:s död övertog hon makten att styra kungariket Odris i regentskap med sina söner Hebrizelm, Sadala och Zadok.
En inskription i Seutopolis beskriver en ed av Berenice och hennes söner. Inskriptionen gör det klart att Berenice var hustru till Seutus III och medhärskare över Odrysiska Kungariket efter hans död.